# 劇画工房
劇画工房（げきがこうぼう）は、1959年（昭和34年）に結成された劇画制作集団である。実質的な活動時期は1年ほどであったが、漫画の表現や制作環境に多大な影響を及ぼした。

## 概要

### 劇画誕生
「劇画」という名称は1957年末に名古屋の貸本出版社「セントラル文庫」から出版された漫画短編集『街 12号』に掲載された辰巳ヨシヒロの「幽霊タクシー」の扉ページで初めて使用された。以降、辰巳は新しい漫画のジャンルとして「劇画」という名称を積極的に使い始める。
そのころ、大阪の「日の丸文庫」で貸本漫画を描いていた漫画家らは出版社の原稿料の不払いに悩んでいた。そこで団結して交渉に当たろうという趣旨で漫画制作集団「関西漫画家同人」が結成される。
1959年1月5日、辰巳ヨシヒロと「関西漫画家同人」所属のうち連絡が取れない岩井、鈴木を除く5人の漫画家が大阪の辰巳の実家で会合を持った。その際、山森の「自分たちにも『劇画』という名称を使わせてほしい」との要望を機に、辰巳が個人的に使用していた「劇画」を日の丸文庫の漫画家仲間の間で共用することになった。

### 劇画工房設立
同月、兎月書房との交渉を一本化するため、辰巳ヨシヒロが中心となり「関西漫画家同人」所属の石川フミヤス、K・元美津、桜井昌一、山森ススム、佐藤まさあき、そしてさいとう・たかをら7人で劇画制作集団「劇画工房」が結成される。さいとう・たかをは当初「説画」という名称にこだわっていたが、辰巳の説得に折れて参加することになった。結成時の話し合いに同席していた松本正彦もまた、自らの付けた名称「駒画」にこだわり参加を渋っていたが、4月になってようやくに加入、8人体制となり、これがオリジナルメンバー扱いになっている。
「劇画工房」の東京の拠点は国分寺に、大阪の拠点は佐藤のアパートに置かれ、メンバーはそこを頻繁に行き来しながら打ち合わせや漫画の執筆に取りかかることになる。

### 劇画宣言
活動に先んじて「劇画工房ご案内」という7名の連名による挨拶状のはがき150枚が、新聞社、出版社や漫画家に向けて送付された。1959年（昭和34年）のことである。
文面は辰巳ヨシヒロによる（原文は縦書き。改行は同一とした）。劇画宣言と呼ばれる。
```
　　　　　　　　　劇　 画　 工　 房　 ご　 案　 内
　常に世の中は移りつつあります。鳥羽僧正に端を発したといわれる漫画界も日進月歩、昭和
になつて大人漫画と子供漫画とジヤンルが二分され、大人漫画の中でも政治漫画、風俗漫画、
家庭漫画、ストーリー漫画と樹枝の如く、それぞれ方向を異とするものにわかれました。
　子供漫画の世界でも同じく、その読者対象によつてその分野が広がりました戦後、手塚治虫
氏を主幹とするストーリイ漫画が急速に発達し、子供漫画の地位が向上、進歩の一途をたどり
ました。
　最近になつて映画、テレビ、ラジオにおける超音速的な進歩発展の影響をうけ、ストーリイ
漫画の世界にも新しい息吹きがもたらされ、新しい樹が芽をふきだしたのです。
　それが“劇画”です。
　劇画と漫画の相違は技法面でもあるでしようが、大きくいつて読者対象にあると考えられま
す、子供から大人になる過度期においての娯楽読物が要求されながらも出なかつたのは、その
発表機関がなかつたことに原因していたのでしよう。劇画の読者対象はここにあるのです。劇
画の発展の一助は貸本店にあるといつてもいいと思います。
　未開拓地“劇画”
　劇画の前途は洋々たるものがあります。それだけに多苦多難なこともありましよう。ここに
望まれるのは劇画ライターの一致協力です。
　この主旨にもとずいて、このたびＴＳ工房、関西漫画家同人、劇画工房が合併、同志の劇画
ライターが協力、新しいシステムによつて劇画工房なる機関が発足しました。
　劇画工房のあり方というものを理解下さつて諸兄のご声援をお願いします。
　　劇画工房　さいとうたかを　佐藤まさあき　石川フミヤス　桜井昌一
　　　　　　　辰巳ヨシヒロ　山森ススム　Ｋ・元美津

```

この宣言文の宣伝効果は絶大で、業界に「劇画」という言葉が定着する。当時のトップ漫画家だった手塚治虫の元にも届けられ、手塚は後に自伝「ぼくはマンガ家」でこの挨拶状を取り上げている。
かくして、兎月書房より劇画短編集『摩天楼』シリーズが刊行される。当時の貸本漫画家のトップクラスが集結したとあってこのシリーズは大ヒットとなる。気をよくした兎月書房は時代劇物の『無双』シリーズも刊行。他の貸本出版社からも執筆依頼が殺到し「劇画工房」名義で多数の劇画短編集が出版される。

### メンバーの脱退・そして解散
ところが、1959年8月、「劇画工房」メンバーは東京の辰巳ヨシヒロ宅に急遽招集される。そこで辰巳ヨシヒロ、さいとう・たかを、松本正彦の3人が「劇画工房」からの脱退を表明する。脱退の原因には諸説あるが、桜井昌一は「出版社の交渉を第一線で行っていた3人にとって、他のメンバーより現状に対する危機意識が強く、グループ活動の制約から逃れたかった」、佐藤まさあきは「人気漫画家である3人とその他のメンバーの人気格差によるギャラの配分への不満」「何度呼びかけても上京しない京都在住の山森ススムとK・元美津に対する不満」があったと言及している。
ついで10月には佐藤も脱退。山森とK・元美津からの音信も途絶える。1960年1月、残った桜井昌一と石川フミヤスが積立金を精算。劇画制作集団「劇画工房」は終焉を迎えた。

### 新・劇画工房
「劇画工房」解散後、さいとう・たかをの呼びかけで「新・劇画工房」の設立が提唱された。メンバーはさいとう・たかを、佐藤まさあき、川崎のぼる、南波健二、ありかわ栄一の5人にマネージャーがさいとうの兄の斎藤發司という陣容であった。
しかし佐藤がさいとうの執筆態度に異を唱えた為決裂、この計画は立ち消えになった。

## 劇画工房が与えた影響
その後、貸本劇画誌は貸本業界の衰退と共に姿を消すが「劇画工房」の影響を受けた第二世代の劇画家が次々とデビューする。「劇画」はその後に創刊された、週刊漫画アクション、ヤングコミック、ビッグコミック、プレイコミックといった劇画雑誌に舞台を変えて一大ムーブメントを巻き起こすことになる。

## メンバー
- 辰巳ヨシヒロ
- 石川フミヤス
- K・元美津
- 桜井昌一
- 山森ススム
- 佐藤まさあき
- さいとう・たかを
- 松本正彦